# Macrocondyla amegiston
Macrocondyla amegiston är en tvåvingeart som först beskrevs av Hall 1973.  Macrocondyla amegiston ingår i släktet Macrocondyla och familjen svävflugor. Inga underarter finns listade i Catalogue of Life.